# Famille Madelin
La famille Madelin est une famille française, originaire de Savoie puis établie en Lorraine au milieu du XVIIIe siècle.

## Origine

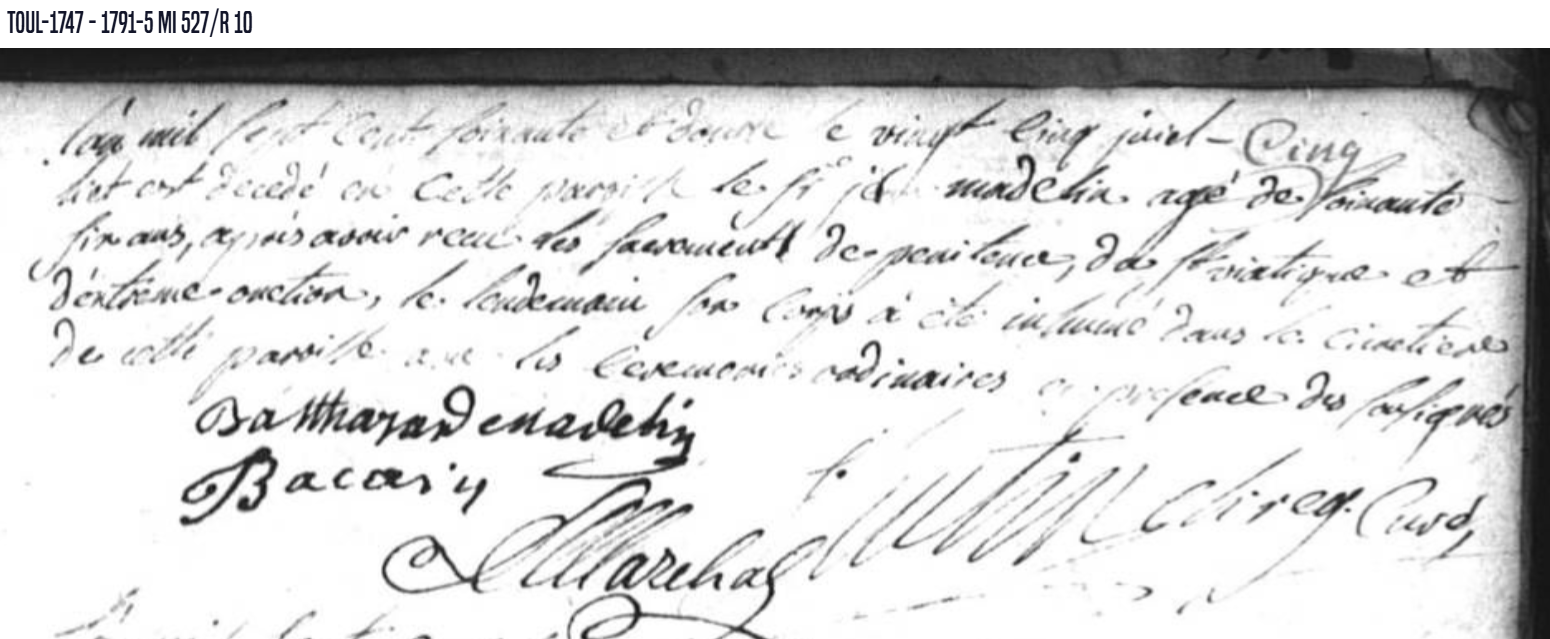
Acte de décès de Jean Madelin le 25 juillet 1772 à Toul.

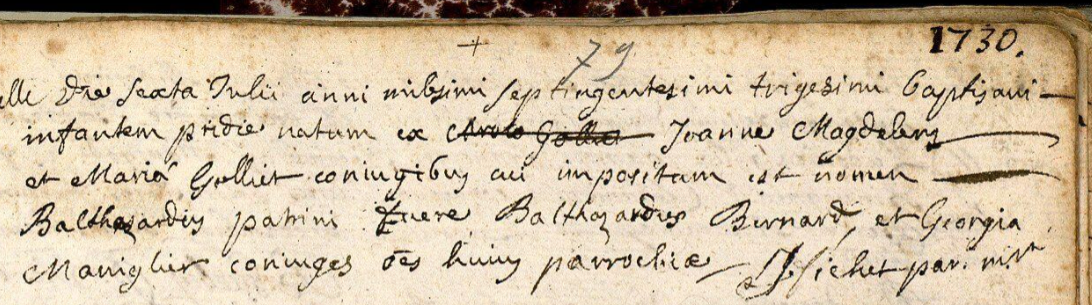
Acte de baptême de Balthazar Madelin le 6 juillet 1730 à Manigod.

La lecture des actes d'état civil permet d'établir les liens de filiation qui suivent :
- Jean Madelin (1706 à Flumet - 25 juillet 1772 à Toul, registre de la paroisse Saint-Aignan[2]), agriculteur à Manigod. Le 16 octobre 1729 à Manigod, il épouse Marie Golliet, fille de Charles Golliet, notaire, et de Georgette Maniglier.
  - Balthazar Madelin (orthographié « Magdelein » sur l'acte de baptême le 6 juillet 1730 à Manigod[3] - 1808 à Toul), négociant en textiles, adjoint au maire de Toul. Le 13 janvier 1761 à Toul, il épouse Jeanne Chatelain.
    - Jean Baptiste Madelin (17 octobre 1761 à Toul - 28 janvier 1835 à Toul), négociant de tissu, maire de Toul. Le 16 janvier 1789 à Vaucouleurs, il épouse Anne Rose Constance Prat.
      - Sébastien Jules Madelin (21 avril 1800 à Toul - 8 décembre 1881 à Malzéville), commerçant en draperie, juge au tribunal de commerce de Nancy. Le 29 septembre 1824 à Nancy, il épouse Catherine Virginie Deschiens.
        - Sébastien Amédée Madelin (27 janvier 1835 à Nancy - 9 janvier 1906 à Paris 6e), avocat à Bar-le-Duc, procureur. Le 16 août 1862 à Paris 6e, il épouse Marie Félicité Bonnet.

## Liens de filiation entre les personnalités
- Sébastien Amédée Madelin (27 janvier 1835 à Nancy - 9 janvier 1906 à Paris 6e), avocat à Bar-le-Duc, procureur. Le 16 août 1862 à Paris 6e, il épouse Marie Félicité Bonnet.
  - Edmond Marie Jules Madelin (27 novembre 1865 à Lunéville - 16 février 1948 à Neuville-aux-Bois), inspecteur des eaux et forêts, fait chevalier de la Légion d'honneur le 4 mai 1916). Le 31 mars 1894 à Étueffont, il épouse Méry Joséphine Zeller.
    - Germain Madelin (2 juin 1904 à Paris 7e - 11 mai 1978 à Blois), inspecteur adjoint des eaux et forêts. Le 11 mai 1932 à Nancy, il épouse Thérèse Elisabeth Roy.
      - Henri Madelin (1936-2020), prêtre et théologien.

  - René Madelin (10 octobre 1868 à Lunéville - 11 décembre 1940 à Château-Renault), général puis directeur de la revue mensuelle conservatrice La Belle France. Le 16 mai 1894 à Arcueil, il épouse Jeanne Marie de Sainte-Marie.
    - Bernard Madelin (11 octobre 1897 à Paris 7e - 19 février 1960), colonel. Le 15 septembre 1922 à Sarrebourg, il épouse Odile >Delafon.
      - Philippe Madelin (1935-2010), écrivain et journaliste. Il épouse Marina Pogany en 1960.
        - Éric-Henri Madelin dit Lucio Mad (1962-2005), écrivain et metteur en scène de théâtre.
        - Arnaud-Bernard Madelin dit Gabor Rassov (1964), dramaturge, scénariste et acteur.

    - Antoine Madelin (1903-1989), officier et résistant.

  - Geneviève Madelin (14 mars 1873 à Toul - 3 mars 1970 à Oberbruck). Le 28 août 1894 à Bar-le-Duc, elle épouse Léon Zeller.
    - Henri Zeller (1896-1971), général d'armée, résistant.
    - André Zeller (1898-1979), l'un des quatre généraux responsables de la tentative de coup d’état fomentée à Alger en 1961 contre Charles de Gaulle.

  - Louis Madelin (1871-1956),  historien, député et académicien.
  - Léon Madelin (25 avril 1879 à Bar-le-Duc - mort pour la France le 8 mai 1915 à Nœux-les-Mines), commandant. Le 22 janvier 1906 à Paris, il épouse Thérèse Béchaux.
    - Michel Madelin (1908-1985), homme politique.